# Championnat d'Éthiopie de football 1997-1998
Navigation
Saison suivante
La saison 1997-1998 du Championnat d'Éthiopie de football est la cinquante-deuxième édition de la première division en Éthiopie et la première à prendre la forme d'une première division nationale, la National League. Elle regroupe, sous forme d'une poule unique, les huit meilleures équipes du pays qui se rencontrent deux fois, à domicile et à l'extérieur. En fin de saison, pour permettre le passage du championnat à 10 clubs, le dernier du classement est relégué et remplacés par les trois meilleures formations de deuxième division.
C'est le club de Mebrat Hail qui remporte le championnat cette saison après avoir terminé en tête du classement final, à égalité de points mais avec une meilleure différence de buts que Medhin Addis Abeba. C'est le deuxième titre de champion d'Éthiopie de l'histoire du club, après celui remporté en 1993.

## Les clubs participants
| - Mebrat Hail - Medhin Addis Abeba - Ethiopian Bunna - Awassa City FC | - Dire Dawa Cherka Cherk - Guna FC - Kombelcha Cherka Cherk - Paper and Pulp FC |

## Compétition
Le barème de points servant à établir les classements se décompose ainsi :
- Victoire : 3 points
- Match nul : 1 point
- Défaite : 0 point

### Classement
| Rang | Équipe                 | Pts | J  | G  | N | P  | Bp | Bc | Diff |
| ---- | ---------------------- | --- | -- | -- | - | -- | -- | -- | ---- |
| 1    | Mebrat Hail            | 32  | 14 | 10 | 2 | 2  | 37 | 16 | +21  |
| 2    | Medhin Addis Abeba     | 32  | 14 | 10 | 2 | 2  | 34 | 15 | +19  |
| 3    | Ethiopian Bunna'T'C    | 29  | 14 | 8  | 5 | 1  | 37 | 16 | +21  |
| 4    | Awassa City FC         | 23  | 14 | 7  | 2 | 5  | 22 | 20 | +2   |
| 5    | Dire Dawa Cherka Cherk | 12  | 14 | 2  | 6 | 6  | 14 | 23 | -9   |
| 6    | Guna FC                | 12  | 14 | 3  | 3 | 8  | 13 | 30 | -17  |
| 7    | Kombelcha Cherka Cherk | 10  | 14 | 2  | 4 | 8  | 20 | 31 | -11  |
| 8    | Paper and Pulp FC      | 5   | 14 | 1  | 2 | 11 | 11 | 37 | -26  |

|  | Qualification pour la Ligue des champions de la CAF 1999                                |
|  | Qualification pour la Coupe des Coupes 1999                                             |
|  | Qualification pour la Coupe de la CAF 1999                                              |
|  | Relégation directe en deuxième division                                                 |
|  | T : Tenant du titre C : Vainqueur de la Coupe d'Éthiopie P : Promu de deuxième division |

### Matchs
| Résultats (▼dom., ►ext.) | Awa | Bun | DDC | Gun | KCC | Meb | Med | Pap |
| Awassa City FC           |     | 1-1 | 0-0 | 1-0 | 1-2 | 3-2 | 0-3 | 5-1 |
| Ethiopian Bunna          | 5-0 |     | 3-1 | 5-1 | 5-2 | 1-0 | 1-2 | 6-1 |
| Dire Dawa Cherka Cherk   | 0-2 | 1-1 |     | 1-1 | 0-0 | 0-2 | 1-1 | 2-1 |
| Guna FC                  | 0-3 | 1-2 | 2-1 |     | 1-0 | 2-2 | 1-2 | 1-0 |
| Kombelcha Cherka Cherk   | 1-3 | 3-4 | 2-2 | 2-2 |     | 1-3 | 0-2 | 5-3 |
| Mebrat Hail              | 3-2 | 1-1 | 3-0 | 5-1 | 2-1 |     | 1-0 | 7-1 |
| Medhin Addis Abeba       | 2-0 | 2-2 | 5-3 | 5-0 | 3-1 | 2-3 |     | 2-1 |
| Paper and Pulp FC        | 0-1 | 0-0 | 0-2 | 1-0 | 0-0 | 1-3 | 1-3 |     |

## Bilan de la saison
| Championnat d'Éthiopie de football 1997-1998 |                        |
| Champion                                     | Mebrat Hail (2e titre) |
| Coupes et trophées                           |                        |
| Vainqueur de la Coupe d'Éthiopie 1997-1998   | Ethiopian Bunna        |
| Qualifications continentales                 |                        |
| Ligue des champions de la CAF 1999           | Mebrat Hail            |
| Coupe des Coupes 1999                        | Ethiopian Bunna        |
| Coupe de la CAF 1999                         | Medhin Addis Abeba     |
| Promotions et relégations                    |                        |
| Promus en National League                    | Saint-George SA        |
| Promus en National League                    | Dire Dawa Railways FC  |
| Promus en National League                    | Muger Cement FC        |
| Relégués en Second League                    | Paper and Pulp FC      |